# Epactoides vagecarinatus
Epactoides vagecarinatus är en skalbaggsart som beskrevs av Lebis 1953. Epactoides vagecarinatus ingår i släktet Epactoides och familjen bladhorningar. Inga underarter finns listade i Catalogue of Life.